# 丹津喇嘛
丹津喇嘛（？—1664年），清初喀尔喀蒙古赛音诺颜部第二代首领，从属于土谢图汗部。他的祖父是诺诺和，图蒙肯次子。1641年，图蒙肯去世，他扶持黄教，被达赖五世云丹嘉措授予诺扪汗称号。1638年，丹津喇嘛附于土谢图汗衮布，向清朝皇太极进“九白之贡”。清朝入关后，漠南蒙古苏尼特部的滕机思（博迪的玄孙）叛清，逃亡漠北。衮布和硕垒援助，被豫亲王多铎击败。丹津喇嘛遣子额尔德尼诺木齐向顺治帝请罪乞好。1655年，喀尔喀三汗与清朝会盟，恢复关系。清朝设八札萨克，命丹津喇嘛领左翼札萨克之一，岁贡九白如三汗之例。1661年，赐“遵文顺义”号，给之印。1664年，康熙帝诏所属毋越界游牧。丹津喇嘛第五次入藏熬茶途中，病逝，子塔斯希布袭位。